# Danta
Danta est une ville de l'État du Gujarat en Inde, dans le district de Banaskantha, et capitale d'un ancien État princier des Indes.

## Histoire
L'État de Danta s'est maintenue jusqu'au 6 novembre 1948.

### Dirigeants:Mahârânas
- 1800 - 1823 : Jagatsinhji
- 1823 - 1847 : Narsinhji
- 1847 - 1859 : Jalamsinhji
- 1859 - 1860 : Sardarsinhji
- 1869 - 1876 Harisinhji
- 1876 - 1908 : Jeswantsinhji Harisinhji
- 1908 - 1925 : Hamirsinhji
- 1925 - 1948 : Bhawanisinhji Hamirsinhji (1899-1953), abdiqua
- 1948 : Prithvirajsinhji (1928-1989)